# Settimo (nome)
Settimo  è un nome proprio di persona italiano maschile.

## Varianti
- Maschili
  - Alterati: Settimino[2][3]
- Femminili: Settima[2][3]
  - Alterati: Settimina[2][3]

### Varianti in altre lingue
- Catalano: Septim[4]
- Francese: Septime
- Latino: Septimus[1][5]
  - Femminili: Septima[1][5]
- Spagnolo: Séptimo[4]

## Origine e diffusione
Deriva dal praenomen latino Septimus, che vuol dire letteralmente "settimo" (da septem, "sette"); era molto frequente tra i Romani fino al I secolo, periodo in cui il suo uso calò drasticamente. Tradizionalmente, veniva dato al settimo figlio nato, secondo un sistema comune anche ai nomi Primo, Secondo, Terzo, Quarto, Quinto, Sesto, Ottavio, Nono e Decimo, una logica che col tempo si è persa.
Il nome è diffuso in tutta Italia, specialmente nelle regioni centrali e, soprattutto nella forma diminutiva Settimino, viene talvolta usato per i bambini nati precocemente, nel settimo mese di gravidanza. Il nome Settimio deriva da Settimo in forma di patronimico, ma spesso viene considerato una sua semplice variante.

## Onomastico
L'onomastico si può festeggiare il 2 luglio in memoria di san Settimo, monaco e martire con altri compagni a Cartagine, oppure il 24 ottobre in ricordo di un altro san Settimio, martire a Thibiuca sotto Diocleziano. Per le forme alterate esiste anche una santa Settimina, un corpo santo venerato a Massa.

## Persone
- Settimo Bocconi, incisore e museologo italiano
- Settimo Gastaldi, calciatore italiano
- Settimo Gottardo, politico italiano
- Settimo Nizzi, politico italiano
- Settimo Termini, fisico e cibernetico italiano

## Il nome nelle arti
- Principe Septimus, personaggio del romanzo e film Stardust, interpretato da Mark Strong.
- Septimus Smith è il nome di uno dei più significativi personaggi del romanzo La signora Dalloway di Virginia Woolf.